# 二二八國家紀念公園
二二八國家紀念公園，位於台灣嘉義市西區劉厝里大貴路以西、大信街以北、大富路以東及自強街以南之街墎內的一座公園，面積6.1公頃。是第一個紀念二二八事件的國家級紀念公園。

## 成立過程
於二二八事件期間，位於嘉義市西南方的劉厝為當時最恐怖的地區之一，曾遭到國民政府軍隊血洗屠村並洗劫，因而被選定為二二八國家級紀念公園設置地點。該工程由內政部營建署主辦國際競圖，最後由來自美國加州柏克萊分校的Judith  Stilgenbauer團隊獲選，依其設計來規劃，並負責監造工作。

## 主要景觀
- 竹廳：為一長廊式的牆面展示空間[6]，於其中種植竹子，以竹子長大從建築中冒出頭，來象徵二二八事件的記憶，會隨著時間逐漸顯出表面[2]。

## 外部連結
- 228國家紀念公園 - 嘉義市政府建設處